# 全民医保
全民医保（英語：Universal healthcare/Universal health coverage/Universal coverage/Universal care）是一種為特定國家或地區，確保所有居民都能獲得醫療衛生照護的系統。它的終極目標是為所有居民，或者針對那些缺乏經濟能力者提供醫療衛生服務，改善民眾的健康。
全民醫療衛生並不意味著所有人及全部的病例都受到覆蓋，而是所有人都可取得醫療衛生的服務。一些醫療系統由政府提供經費辦理，而另外一些則是所有公民都被要求去購買私營醫療保險。全民醫療衛生可經過三個關鍵點來確定：覆蓋哪些人、覆蓋哪些服務、以及覆蓋多少費用。 世界衛生組織（簡稱為WHO）將它描述為一種公民可在不致引發財務困難的情況之下而獲得的醫療衛生服務。WHO秘書長把全民醫療衛生的覆蓋描述為“公共衛生所提供的服務中，最強而有力的單一概念”，因為它統一所有的服務，並以一種全面，綜合的方式去提供。 全民醫療衛生的目標之一是建立一種保護系統，提供人們以平等的機會，讓他們享有最高水準的醫療衛生服務。
聯合國提出的可持續發展目標之中，會員國們同意在2030年前達成全球均受到全民醫療衛生覆蓋的目標。

## 歷史
早在1883年，德國就根據《疾病保險法（Sickness Insurance Law）》向國民醫療保險制度邁進一步。工業生產單位被要求為低薪工人提供工傷和疾病保險，這個系統由僱員和雇主透過"疾病基金"共同管理，疾病資金是從工人的工資中扣繳，加上雇主的配合款所組成。這種社會醫療保險模式在1883年建立，是現代世界第一個全民醫療保險，以當時普魯士宰相俾斯麥來命名。其他國家很快開始仿效。在英國，《1911年國民保險法》為受薪階提供初級照護服務（但不包括專科或住院護理），覆蓋大約全國三分之一的人口。俄羅斯帝國在1912年建立類似的體系，其他工業化國家也跟著仿效。到1930年代，幾乎整個西歐和中歐國家都建有類似的系統。日本於1927年制定僱員醫療保險法，並在1935年和1940年之間做更進的進一步擴展。在1917年俄國革命之後，蘇聯於1920年建立完全是公立和中央集中管理的醫療體系。 但這系統在當時沒覆蓋到農村居民，因此還不算是真正的全民系統。
從1939年到1941年，紐西蘭在透過一系列的步驟，把全民醫療衛生系統建立。澳大利亞的昆士蘭州於1940年代引進免費的公立醫院系統。
第二次世界大戰後，世界各地開始建立全民醫療衛生系統。1948年7月5日，英國設立國民保健署（簡稱為NHS）。北歐五國的瑞典（1955年）、冰島（1956年）、 挪威（1956年）、丹麥（1961年）、 和芬蘭（1964年）隨後引進全民醫療衛生。 然後，日本（1961年）引進，和加拿大的分階段引進，首先從1962年的薩斯喀徹溫省開始，然後是1968年至1972年間把加拿大所有其他地區納入。 蘇聯於1969年擴大全民醫療衛生，把農村居民加入。義大利於1978年設立Servizio Sanitario Nazionale（國家衛生服務局）。澳大利亞的全民醫療保險始於Medibank系統的設立，而後建立澳洲醫療保險這個全民醫療衛生系統。
從1970年代到2000年代，南歐和西歐國家開始推動全民醫療衛生（其中大多數是在以前的醫療保險計劃基礎之上建立），以覆蓋整體人口。例如，法國以其1928年的國家醫療保險系統為基礎，隨後立法，讓越來越多比例的人口被保險所覆蓋，直到2000年，所剩下沒保險的1％人口也被納入。 此外，一些亞洲國家也引進全民醫療衛生系統，包括韓國（1989年）、新加坡（1993）、台灣（1995年）、以色列（1995年）、和泰國（2001年）。
蘇聯解體之後，俄羅斯保留之前的全民醫療衛生體系，並將之改革，其他的前蘇聯國家，以及前東方集團國家也做同樣的事。
1990年代以後，拉丁美洲、加勒比海地區、非洲、和亞太地區的許多國家，包括開發中國家，都採取措施把國內人口納入全民醫療衛生的覆蓋範圍，其中包括擁有世界上最大的全民醫療衛生體系的中華人民共和國， 和巴西的SUS（英文譯名為：“Unified Health System”） （覆蓋率提高到人口的80％）。印度引進一種由納稅人提供經費的地方分權式全民醫療衛生系統，這種系統把印度國內的死亡和營養不良的比率降低。在2012年有一項研究，對前述地區中的國家在這方面的進展作審查，特別是針對其中的9個國家：迦納、盧旺達、奈及利亞、馬利、肯亞、印度、印尼、菲律賓、和越南。

## 經費籌措模式
在大多數國家，全民醫療衛生是透過混合型的方式來籌措經費。稅收是經費的主要來源，但在許多國家/地區中，通常會加徵特別稅捐（向個人和/或雇主收取），或由個人對超出政府系統所涵蓋的部分作支付（透過直接或附加保險）。幾乎所有歐洲體系都是經由政府支付加上個人繳費的混合方式來籌集經費。大多數全民醫療衛生系統的經費主要靠稅收（如葡萄牙、 西班牙、丹麥、和瑞典）。一些國家，例如德國、法國 、和日本 ，採用一種多付款人的系統，醫療衛生由個人繳納以及政府撥款來達成。但是，許多非公有資金來自受監管的非營利組織的疾病基金，這些基金的經費則來自雇主和僱員的繳款。這種繳費是強制性，依法需要繳納。醫療衛生經費方面，也區分為城市性和全國性兩種。例如，一種模式是大部分醫療衛生成本由城市當局負擔，專科醫療衛生服務由較大型單位（例如城市合作委員會或者國家政府）提供，或者是由其負擔經費，而藥品的費用是由國家級機構來支付。來自哥倫比亞大學梅爾曼公共衛生學院的健康經濟學家 謝禮·格利德，在她發表的一篇論文中說，全民醫療衛生體系會做溫和的所得重新分配，累進式醫療衛生經費籌措對總體貧富差距的影響有限。

### 強制性保險
通常需要經過立法，才能強制人民購買保險，但有時保險是由政府提供。有時，可在多個公共和私人基金中選擇，取得標準服務（例如在德國），有時只有單一公共基金（例如在加拿大）。瑞士的醫療衛生是透過強制性保險達成。
在一些由私營保險和全民醫療衛生同時並存的歐洲國家中，例如德國、比利時、和荷蘭，會利用風險補償池資金，把各疾病基金之間的逆向選擇問題盡可能平衡。因此，投保人口主要是健康，較年輕的基金必須支付補償金，而投保人口年齡較大，健康較弱的基金，將從補償池獲得補償。這樣，疾病基金之間會有費率價格競爭，把風險較高的投保者剔除對於基金並無任何好處，因為它們可透過風險調整後的論人計酬支付方式獲得補償。基金不得挑選和選擇投保者，或者拒絕承保，它們必須專注在價格和服務上的競爭。在某些國家/地區，基本覆蓋範圍是由政府所設定，不得更改。
愛爾蘭曾經採用VHI保險公司的"社區評級"系統，實際上就是單一支付者醫療衛生系統（或稱共同風險池系統）。政府隨後開放市場，讓其他保險公司參與和VHI競爭，但並未設置風險補償金池。這種做法導致外國保險公司進入愛爾蘭，並向擁有相對比較健康受保人的市場區塊提供價格便宜得多的醫療保險，賺取利潤，而VHI則蒙受失去市場的後果。愛爾蘭政府後來重新導入社區評級，建立風險補償金池，至少有一家主要的主要保險公司，譬如英國的BUPA因此從愛爾蘭市場退出。
在波蘭，縱然人民已經購買醫療保險，仍必須向國家支付平均月薪資的一定百分比。根據勞動契約工作的人按薪資的固定百分比支付，而自僱者則根據全國性固定費率支付。失業者由勞動部提供保險覆蓋。
經濟學家所提出的其他解決方案，包括有單一支付者系統或其他方式，以確保醫療保險能覆蓋全民，例如要求全民購買保險，或者要求保險公司不得拒保，或是採取針對不同個人收取不同保費的做法。

### 單一支付者系統
單一支付者醫療衛生系統，由政府，而非私人保險公司支付所有醫療衛生費用。 這種系統可與私營組織（如加拿大）簽訂醫療衛生服務合同，也可擁有和僱用醫事人員（如同在採用《健康與社會護理法》之前的英國）。因此，"單一支付者" 只說籌措經費的機制，指的是由單一政府機構，從單一基金提供經費去做的醫療衛生服務，並未指出醫療衛生服務提供的方式，或是醫生為誰工作。雖然通常是國家擁有基金，但某些形式的單一支付者使用的是公私混合的做法。

### 經由稅收籌措經費
在透過稅收籌措經費時，個人繳納各種稅收作為醫療衛生服務的財源。除非地方政府徵收並保留稅收收入，否則這些收入通常被彙整，用在全國人民身上。一些國家（尤其是英國、加拿大、愛爾蘭、紐西蘭、義大利、西班牙、巴西、葡萄牙、和北歐五國）選擇直接從稅收中撥出經費到醫療系統。其他採用醫療保險制度的國家，可把收來的稅金透過社會保障為那些無力支付的人，透過直接支付醫療費用，或者代他們支付保險費的方式，讓他們獲得保障。

### 社會醫療保險
在社會醫療保險體系中，會利用強制的方式，把從工人、自僱人士、企業、和政府籌集而來的經費匯總到一個或多個風險資金池中，作風險分攤之用。 普魯士的奧托·馮·俾斯麥於19世紀率先引入全民醫療衛生制度之後，這種社會醫療保險模式也被稱為俾斯麥模式。 這些基金通常與公家和私人機構簽訂合同，透過他們提供特定的福利計劃。預防醫學和公共衛生服務的成本，或由這些基金提供，也可由政府的衛生部單獨承擔。在社會醫療保險中，許多功能可由半國營或者是非政府的疾病基金執行，或者在少數情況下，可由私人醫療保險公司執行。社會醫療保險已在許多西歐國家中實施，並且逐漸的，在東歐以及以色列，和日本等越來越多的國家/地區實施。

### 私營保險機構
在私營醫療保險系統中，保費是直接從雇主、協會、個人、和家庭支付給保險公司，這些公司把風險分散到所有投保者匯總而成的基礎裡面。私營保險機構包括營利性的商業公司、非營利性公司、和社區醫療保險公司。一般而言，與強制性的社會醫療保險計劃比較，加入私營保險機構的醫療保險屬於自願性。
在一些實施全民保險的國家中，私營保險機構通常對某些會產生高昂費用的特殊身體狀況不會承保，而國家醫療衛生系統則會提供這種保障。例如，BUPA是英國最大的私人醫療保險公司之一，即使在其覆蓋範圍最廣的保單裡面，也有很長的一般除外不保項目清單，其中大多數則常規性的由英國保健署來承保。在美國，處理末期腎功能衰竭的透析治療  通常由政府，而非由保險業支付。擁有聯邦醫療保險中（優惠醫療保險）覆蓋的人屬於例外，患者透過額外自費支付給私營保險公司，透析費用由這些私營保險公司負擔。但是，已經罹患末期腎功能衰竭的人，通常無法購買到這種優惠醫療保險。 在荷蘭，政府對主要保險業者立下業務競爭的規範（但受預算上限的限制），保險公司必須為所有投保人提供基本保障項目，但投保人可以選擇加保由保險業者提供的補充保險計劃。
印度經濟計劃委員會建議應該運用醫療保險的方式以實現全民醫療衛生保險覆蓋的目的。

### 社區型的醫療保險
如果對金融風險的保護機制需求不大的話，則有一種特殊形式的私人醫療保險-社區型的醫療保險。特定社區中的個人付款到集體醫療基金，他們在需要醫療服務時由基金支付費用。對基金的繳款金額無需與風險有關聯，通常在實施這類計劃的社區中，社區當地人的參與程度很高。

## 實施與比較

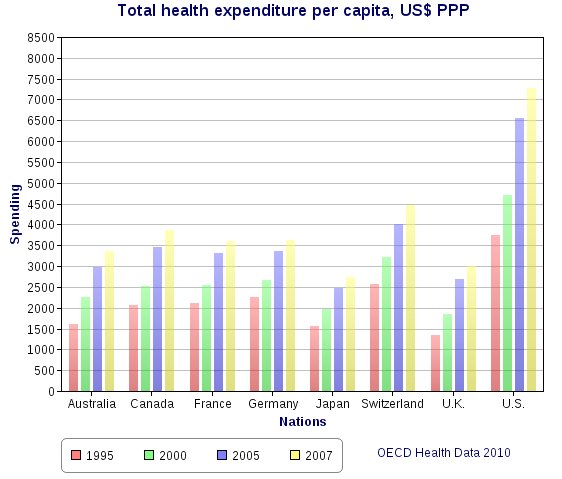
幾個經合組織國家中每人平均醫療衛生費用支出，利用經過購買力平價指數調整過的美元來表達

全民醫療衛生體系，根據政府在提供護理和/或醫療保險方面的參與程度而有所不同。在某些國家/地區，例如加拿大、英國、西班牙、義大利、澳大利亞、和北歐五國，政府高度參與醫療衛生服務的啟用，或者是執行，患者能接受治療是因為有居住權，而不是因為買了保險。其他國家則具有更多元的執行方式，基於強制性醫療保險，保費則透過與薪資或收入相關的分擔費率，由雇主和保險受益人共同負擔。
有時，醫療保險基金是由保險費、僱員和/或雇主向受監管的疾病基金繳納（與薪資相關）的強制性費用、以及政府稅收的混合體。這些以保險做基礎的系統，會透過相互或是政府醫療保險機構，付款給私營或公家的醫療機構，通常付款標準會有嚴格的管理機制。在一些國家，例如荷蘭和瑞士，業務是透過私營，但經過嚴格監管的保險公司來執行，這些私營保險公司不得從強制性保險的項目中獲利，但可依賴出售補充保險來賺錢。
全民醫療衛生是一個廣泛的概念，有多種做法。這些計劃的共同點是某種形式的政府參與，目的是盡量在最低的標準之下，獲得最廣泛的醫療衛生涵蓋面。全民醫療衛生大多數是透過立法、設定法規、和徵收稅款來實施。立法和法規則指導該給誰服務，以及在什麼基礎上，提供什麼樣的照護。通常，所發生的一些費用由患者承擔，但大部分費用是靠強制性的保費和稅收來支付。有些系統是完全使用稅收來支付費用，在另一些國家，稅收被用於為非常貧困的人，或需要長期護理的人作支付。
提供全民醫療衛生的關鍵概念是對所有人口做醫療衛生的工作。這是一種針對提供給特定地理區域中具有共同需求（例如哮喘、安寧照護、緊急護理）的人口來組織醫療衛生的提供和分配資源（以及潛在的社會護理）的方法。這個系統關注的不是那些機構（如醫院、初級照護、社區衛生等），而是關注整體上具有共同點的人群，包括當前正在接受治療的人，以及尚未接受治療，但應該接受治療的人（即存在健康不平等的地方，請參考醫療保健公平性）。這種做法可促進整合性的醫療衛生的發展，以及更有效地利用資源。
英國國家審計署在2003年發布一項國際比較報告，對10個已開發國家中不同的10個醫療衛生系統的相對成本和主要醫療衛生結果作比較（其中有9個全民系統與1個非全民系統（指美國））。 WHO在2004年發表對16個國家和地區的更廣泛的比較，每個國家都有全民醫療衛生。 在某些情況下，政府的參與包括直接管理醫療衛生系統，但是許多國家使用的是公私合營的混合系統。

## 外部連結
- Achieving Universal Health Care （页面存档备份，存于） (July 2011). MEDICC Review: International Journal of Cuban Health and Medicine 13 (3). Theme issue: authors from 19 countries on dimensions of the challenges of providing universal access to health care.
- Catalyzing Change: The System Reform Costs of Universal Health Coverage （页面存档备份，存于） (November 15, 2010). New York: The Rockefeller Foundation. Report on the feasibility of establishing the systems and institutions needed to pursue UHC.
- Physicians for a National Health Program （页面存档备份，存于） Chicago: PNHP. A group of physicians and health professionals who support single-payer reform.
- UHC Forward Washington, D.C.: Results for Development Institute. Portal on universal health coverage.